# Underkastelsen
Underkastelsen är en svensk dokumentärfilm från 2010 i regi av Stefan Jarl. Filmen skildrar den stora mängd kemikalier som finns i naturen och i människors blod. Den hade premiär på Tempo dokumentärfestival i Stockholm den 12 mars 2010 och hade biopremiär 23 april samma år.